# Mary Read
Pour les articles homonymes, voir Read.
Mary Read (vers 1695 - 1721) est, avec Anne Bonny, l’une des deux femmes pirates les plus célèbres de l’histoire.
Elle a aussi utilisé un nom masculin, Willy Read.

## Biographie

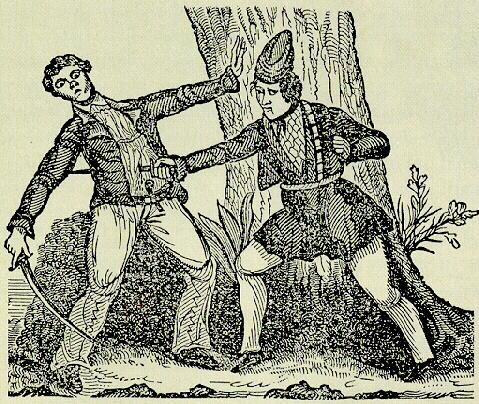
Mary Read en combat singulier (gravure, 1842).

Mary Jane Read est née vers 1695 et a vécu dans le comté du Devon en Angleterre à la fin du XVIIe siècle. À la mort de son frère Willy, sa mère, veuve d’un capitaine de la marine disparu en mer, commença à l’habiller comme un garçon pour continuer à percevoir le soutien financier de la grand-mère paternelle de Mary Read, qui était destiné à l’aîné. Sous son travestissement masculin, elle trouve d’abord un emploi de valet de pied puis s’enrôle sur un premier navire avant de s’engager dans l’armée britannique en Flandres, se mettant au service du roi afin de combattre les Français sous l'uniforme de dragon dans la guerre de succession d'Espagne.
Elle y rencontre un maréchal des logis dont elle tombe amoureuse. Mary devant révéler sa féminité pour pouvoir l'épouser, le jeune couple doit quitter l'armée. Ils ouvrent ensemble l’Auberge des Trois Fers à Cheval, à Bréda. Cependant, quatre ans plus tard, son mari décède et l’auberge ferme. Mary Read se fait alors à nouveau passer pour un homme  et s’engage à bord d’un navire marchand hollandais sous le nom de Willy Read. Ce navire est attaqué et capturé par des pirates anglais. Elle aurait alors intégré les rangs de ces pirates qu’elle aurait accompagnés jusqu’à New Providence aux Bahamas.
Cette première expérience en piraterie s'arrête en 1718 lorsqu'elle et ses compagnons acceptent le pardon royal et se soumettent au gouverneur Woodes Rogers. Elle devient alors corsaire opérant pour l'Angleterre contre l'Espagne mais l'équipage se mutine rapidement et retourne à la piraterie.
C’est alors qu’elle rencontre le célèbre pirate Jack Rackham et sa compagne Anne Bonny (qui se déguisait elle aussi en homme et se faisait appeler Adam Bonny). Rackham enrôle Mary Read, croyant avoir affaire à un homme. Intrigué par l’amitié qui la lie à Anne Bonny, il ne découvrira que plus tard qu’elle est une femme.

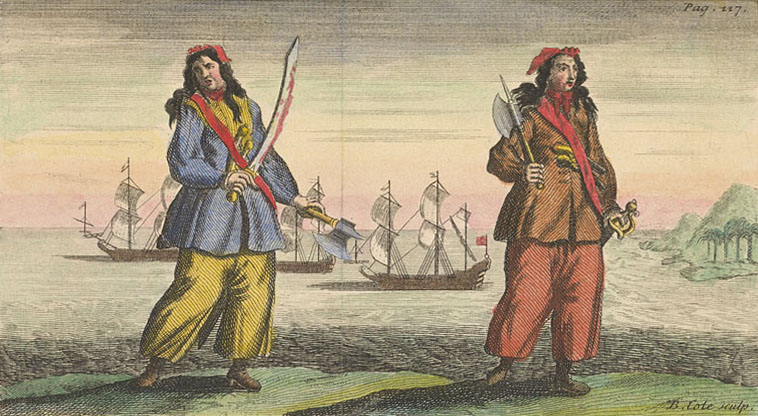
Mary Read et Anne Bonny
(gravure, vers 1724).

Peu de temps après, plusieurs bateaux de guerre britanniques sont envoyés à leur poursuite. Mais il en faut plus pour impressionner Rackham, Anne Bonny et Mary Read. Plus téméraires et féroces que jamais, ils attaquent et capturent sans relâche les navires qui passent à portée de canon. Capturé dans un des navires, un charpentier du nom de Matthews deviendra l’amant de Read et le père de son enfant. L’un de ces navires est le Royal Queen, appartenant à Chidley Bayard, l’ancien amant d’Anne Bonny, et commandé par le capitaine Hudson. Anne Bonny parvient à séduire Hudson et à le convaincre de la prendre avec lui à bord de son navire. Une fois à bord, elle réussit à éviter de passer la nuit avec lui en le droguant. Elle asperge alors avec de l’eau toutes les mèches des canons et retourne avec les pirates. Le jour suivant, le Revenge engage le combat avec le Royal Queen, alors incapable de riposter. La bataille fera une seule victime : le capitaine Hudson, tué par Read.

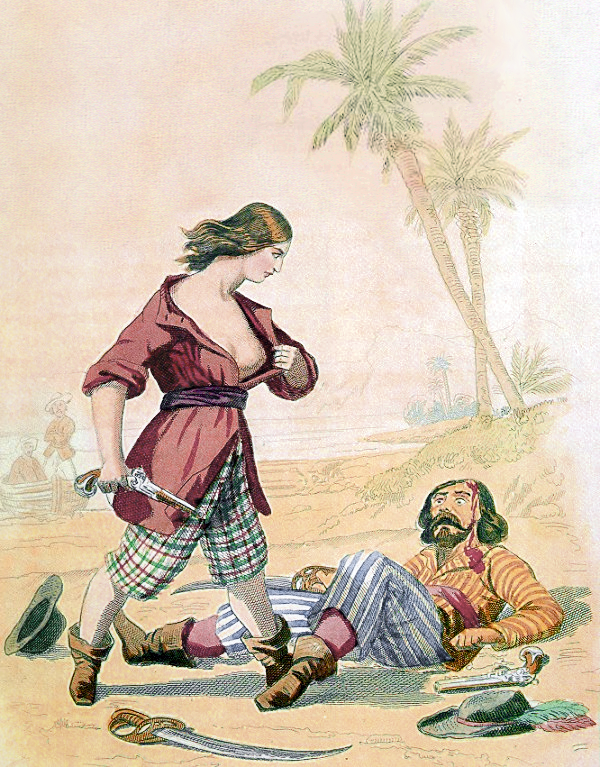
Mary Read dévoile sa féminité à sa victime.
Gravure d’Alexandre Debelle tirée du livre de P. Christian, Histoire des pirates et corsaires de l’Océan (1846).

En octobre 1720, les troupes du capitaine Barnet, envoyées par le gouverneur de la Jamaïque, capturent Rackham et son équipage (dont Mary Read et Anne Bonny). Read et Bonny en particulier sont écœurées de voir les pirates n’opposer que très peu de résistance (certains récits rapportent que la plupart d’entre eux étaient saouls). Elles en tueront deux et blesseront plusieurs d’entre eux (dont Rackham). Il faudra plus d’une heure de combat avant que les deux femmes rendent les armes, seules face aux troupes de Barnet.
Les deux femmes réussissent à éviter la pendaison en révélant qu’elles sont enceintes, ce qui permet de surseoir à leur exécution. C’était une pratique de l’époque : personne n’aurait osé tuer une femme enceinte (hormis les esclaves). Mary Read devait finir ses jours en prison mais quelques semaines plus tard elle meurt, probablement de la fièvre jaune ou encore d’une fausse couche, en avril 1721.
On raconte qu’avant d’achever les hommes qu’elle venait de vaincre, Mary Read leur dévoilait son sexe pour leur montrer qu’une femme pouvait se battre tout aussi bien qu’un homme.

## Dans la culture populaire
Mary Read apparait dans le jeu vidéo Assassin's Creed IV: Black Flag, dans lequel elle se fait passer pour un homme appelé James Kidd ; elle ne révèlera sa véritable identité qu'à quelques personnes. Elle est membre des Assassins des Caraïbes.
Dans le jeu mobile Fate/Grand Order, Mary Read avec Anne Bonny forment une « Servant » qui est invocable par le joueur.
Dans le dernier épisode de la série Black Sails, elle est présentée à Anne Bonny par Jack Rackham travestie en garçon prénommé Mark.

### Œuvres inspirées par Mary Read

#### Littérature
- Michela Piazza, Mary Read di guerra e mare (roman), Correggio, Butterfly 2012,  (ISBN 978-88-97810-06-3)
- Valérie Ravenne, Bonny et Read, Nouveau Monde, 2009
- Alain Surget, Mary Tempête, Père Castor Flammarion, 2007
- Mireille Calmel, Lady Pirate (2 tomes), Xo, 2005
- Ella Balaert, Mary pirate, Zulma, 2001  (ISBN 2843042747)
- Michel Candie, Marie Read, femme pirate (roman) NRF-Gallimard, 1952
- Alain Surget, Mary Tempête - Le destin d'une femme pirate, édition Flammarion Jeunesse, (11/01/2013).  (ISBN 978-2-08-128810-2)

#### Musique
- Cécile Corbel, Mary, Album : Songbook 2, sortie en 2008

#### Film
- Mary la rousse, femme pirate (Le avventure di Mary Read), film franco-italien réalisé par Umberto Lenzi, sorti en 1961, avec Lisa Gastoni dans le rôle de Mary Read.

### Artiste
- Collectif Mary Read, collectif français de hip-hop